# Castromembibre
Castromembibre es un municipio de España, en la provincia de Valladolid, comunidad autónoma de Castilla y León. Tiene una superficie de 16,60 km² con una población de 74 habitantes y una densidad de 4,46 hab/km².

## Historia

### SigloXIX
Así se describe a Castromembibre en la página 230 del tomo VI del Diccionario geográfico-estadístico-histórico de España y sus posesiones de Ultramar, obra impulsada por Pascual Madoz a mediados del siglo XIX:

CASTROMEMBIBRE

Villa con ayuntamiento en la provincia, audiencia territorial y capitanía general de Valladolid (9 leguas), partido judicial de Mota del Marqués (2), diócesis de Zamora (7 1/2).
Situada en un hondo, circunvalado de elevadas colinas, que impiden la ventilación. Su clima es templado, y las enfermedades más comunes tercianas.
Tiene 80 casas, escuela de instrucción primaria concurrida por 50 alumnos de ambos sexos; un pozo de buenas aguas, de que se surte el vecindario para beber y demás usos domésticos, cuya propiedad correspondía a la colegiata de Toro, a la que por su disfrute pagaba la villa anualmente 57 reales que ahora percibe la Hacienda nacional; una ermita (el Humilladero), y una iglesia parroquial (Nuestra Señora del Templo), servida por un cura de entrada y presentación del conde de Miranda y Montijo; el cementerio está en buena posición; inmediatas a la población, al OE, se ven ruinas de un castillo.
Confina el término con los de Villavelli, Tiedra, Pobladura, Vez de Marbán y San Pedro del Atarce; dentro de él se encuentra una ermita (Santa Ana), y algunos manantiales.
El terreno en lo general, es tenaz y de secano, a pesar de cruzarle un arroyo que nace dentro de él y corre de N a S.
Caminos: los locales, muy pesados y de mucho barro en tiempo de lluvias.
Producciones: trigo, cebada, centeno y excelentes pastos; cría ganado mular, no solo para la agricultura sino de granjería.
Industria: la agrícola, la recriación de muletas que luego venden a los 30 meses, los oficios más indispensables, un molino harinero, de viento, y la fabricación de teja, ladrillo y cal.
Comercio: exportación de frutos sobrantes, mulas, teja, ladrillo y cal, y el tráfico de pez, jamones gallegos, y jabón al que se dedican muchos vecinos.
Población: 66 vecinos, 260 almas.

Capital productivo: 589.580 reales. Imponible: 49.501. Contribución: 6.718 reales 9 maravedíes.

## Geografía humana

### Demografía
Cuenta con una población de 49 habitantes (INE 2024).
| Gráfica de evolución demográfica de Castromembibre entre 1842 y 2021                                                  |
| |
| Población de derecho según los censos de población del INE. Población de hecho según los censos de población del INE. |

| 200                        | 99 | 90 | 84 | 80 | 51 |
| (Fuente: [cita requerida]) |    |    |    |    |    |

## Monumentos y lugares de interés

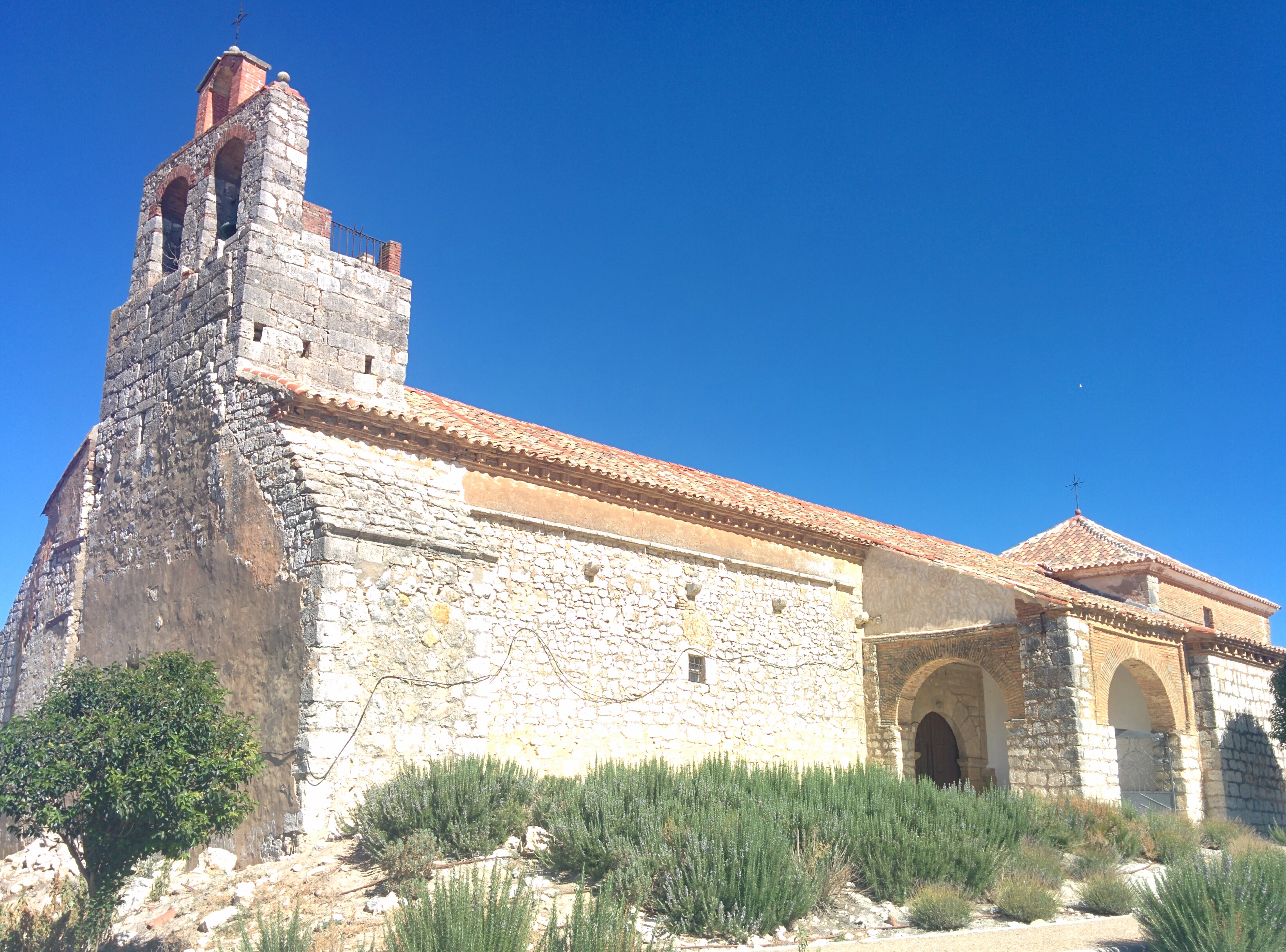
Iglesia de Nuestra Señora del Templo

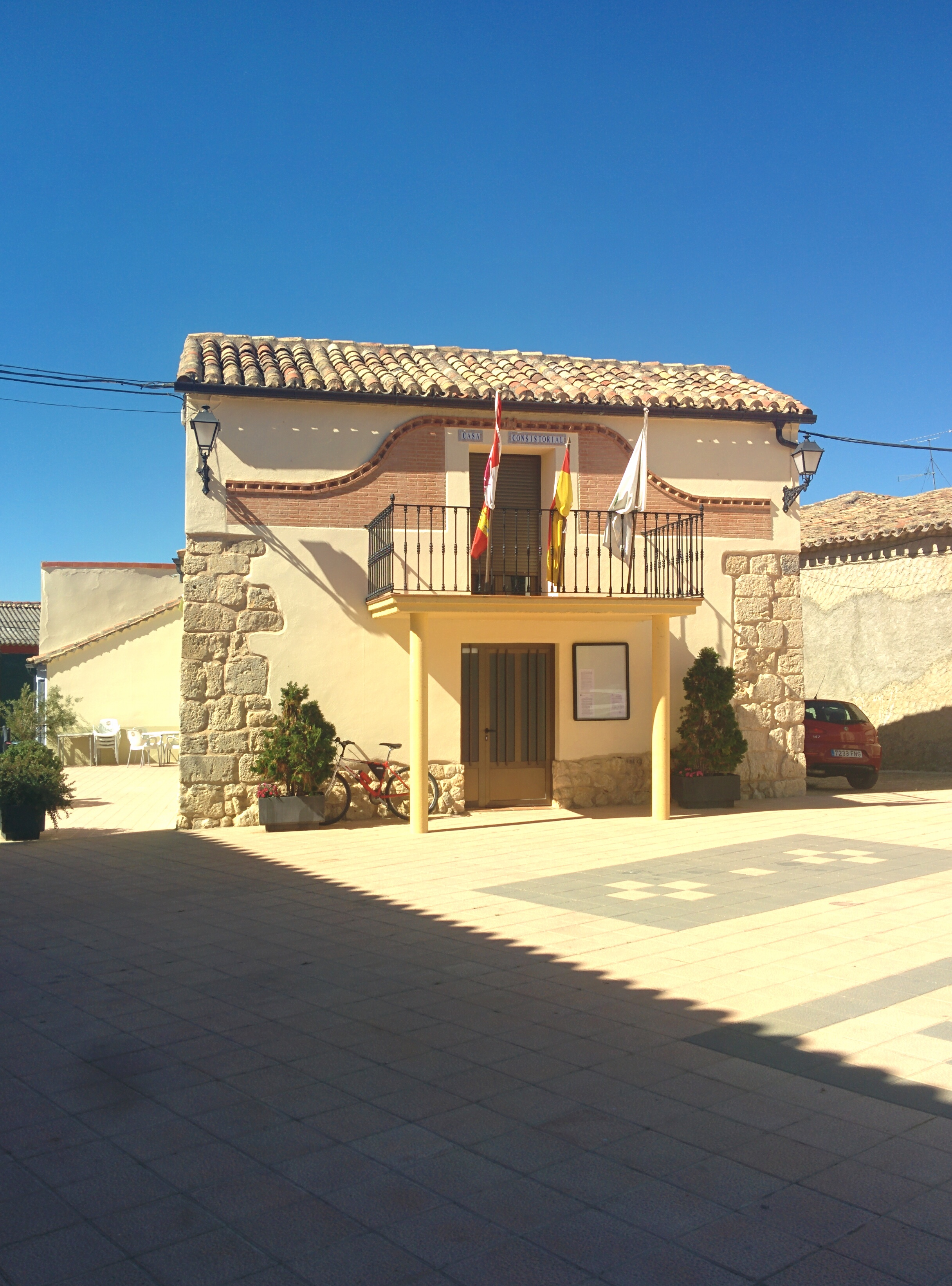
Casa consistorial

### Castillo
Del castillo, que existió en alguna época en lo alto de un teso apartado del pueblo, solo queda unas cuantas piedras aunque la gente del pueblo sigue llamando el castillo a ese teso.